# Barkbrosktryffel
Barkbrosktryffel (Hysterangium stoloniferum) är en svampart som beskrevs av Tul. & C. Tul. 1851. Barkbrosktryffel ingår i släktet Hysterangium och familjen Hysterangiaceae.  Arten är reproducerande i Sverige. Inga underarter finns listade i Catalogue of Life.

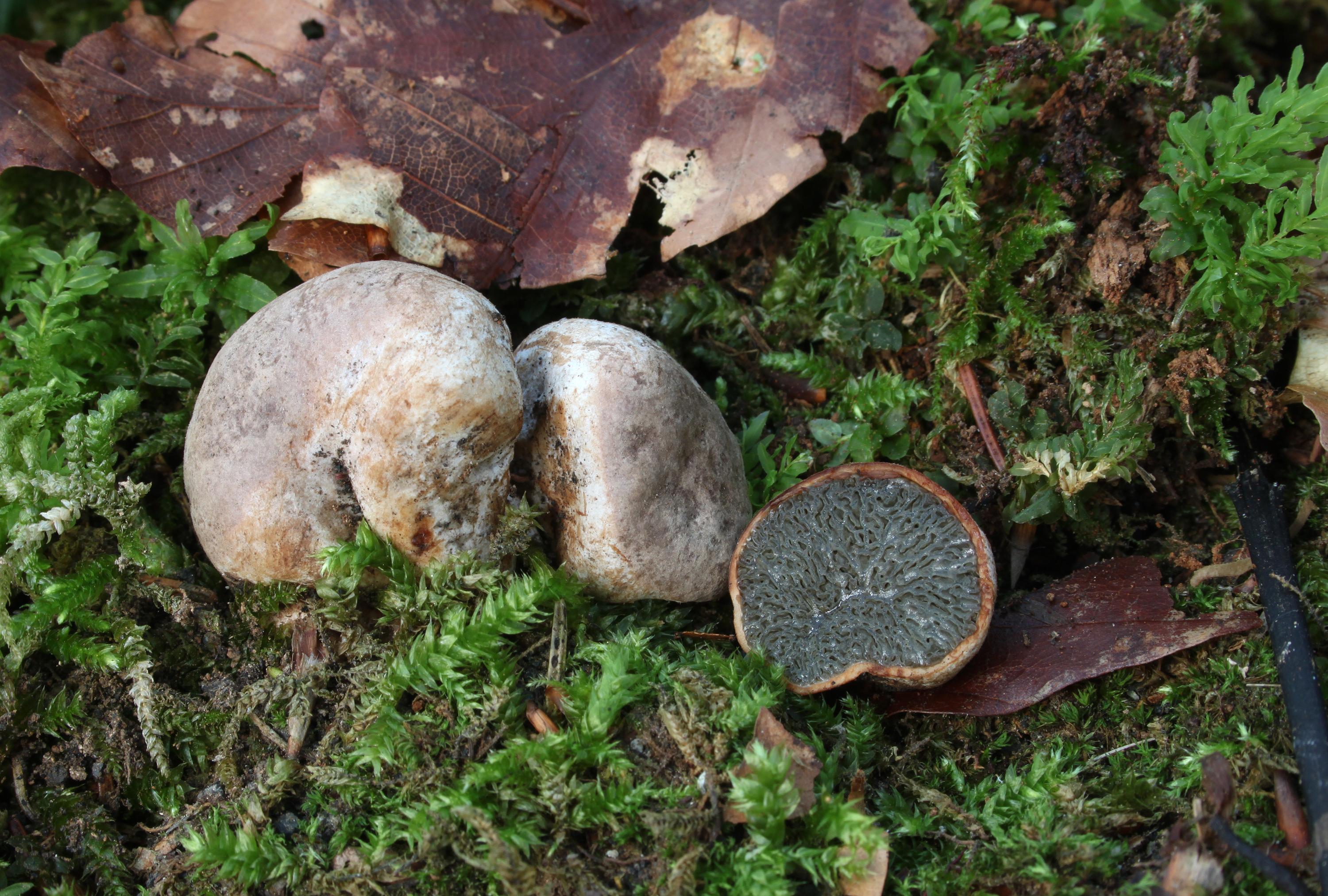